# Coste italiane
Lo sviluppo costiero della penisola italiana e delle sue isole si aggira sui 7.914 km e presenta le forme più varie.
Nel seguito viene descritta la tipologia delle coste nella regione fisica italiana. Alcuni tratti di costa hanno assunto nomi particolari per motivi storico-geografici o turistici. Quindici delle venti regioni italiane si affacciano sul mare: quelle prive di uno sviluppo costiero sono Valle d'Aosta, Piemonte, Lombardia, Trentino-Alto Adige e Umbria.
| Regione               | Km di costa | Superficie (km²) |
| --------------------- | ----------- | ---------------- |
| Sardegna              | 1.897       | 24.100,02        |
| Sicilia               | 1.652       | 25.832,39        |
| Puglia                | 870         | 19.540,90        |
| Calabria              | 780         | 15.221,90        |
| Toscana               | 633         | 22.987,04        |
| Campania              | 500         | 13.670,95        |
| Lazio                 | 361         | 17.232,29        |
| Liguria               | 350         | 5.416,21         |
| Marche                | 185         | 9.491,38         |
| Abruzzo               | 170         | 10.831,84        |
| Veneto                | 158         | 18.345,35        |
| Emilia-Romagna        | 141         | 22.452,78        |
| Friuli-Venezia Giulia | 111         | 7.924,36         |
| Basilicata            | 70          | 10.073,32        |
| Molise                | 36          | 4.460,65         |
| Totale Italia         | 7.914       | 302.072,84       |

## Spiagge Bandiera Blu

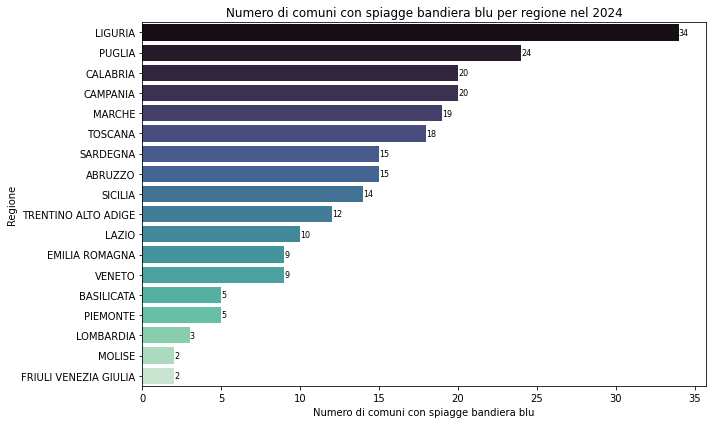
Fonte: [http://www.bandierablu.org/common/blueflag.asp?anno=2024&tipo=bb Bandiere Blu

La Bandiera Blu è un prestigioso riconoscimento internazionale assegnato alle spiagge e ai porti turistici che soddisfano una serie di criteri rigorosi relativi alla gestione ambientale, alla qualità dell'acqua, ai servizi offerti e alla sicurezza. Istituito nel 1987 dalla Foundation for Environmental Education (FEE), questo premio è diventato un simbolo di eccellenza per le località turistiche che si impegnano a rispettare e promuovere la sostenibilità ambientale.
Per ottenere la Bandiera Blu, una spiaggia o un porto turistico deve rispettare una serie di criteri suddivisi in quattro categorie principali:
- Educazione Ambientale e Informazione: Le località devono fornire informazioni sull'ecosistema locale, sulla qualità delle acque e sui comportamenti responsabili da tenere per preservare l'ambiente. Questo include la presenza di cartellonistica informativa e l'organizzazione di attività educative.
- Qualità delle Acque: Le acque balneabili devono essere di alta qualità, monitorate regolarmente e rispettare i parametri stabiliti dalle normative internazionali. È fondamentale che non vi siano scarichi di acque reflue non trattate.
- Gestione Ambientale: Le spiagge e i porti devono avere sistemi di gestione che riducano l'impatto ambientale, come la raccolta differenziata dei rifiuti, la presenza di servizi igienici adeguati e la gestione sostenibile delle risorse naturali.
- Servizi e Sicurezza: Devono essere garantiti servizi efficienti e la sicurezza per i bagnanti, compresa la presenza di bagnini, postazioni di primo soccorso e accessi sicuri per persone con disabilità.

L'Italia è uno dei paesi che più si distingue per il numero di Bandiere Blu assegnate: difatti, nel 2023, ha ottenuto 458 Bandiere Blu, distribuite tra 226 località costiere e 84 porti turistici. Le regioni più premiate includono la Liguria, la Campania, la Toscana e la Puglia, tutte note per la bellezza delle loro coste e il loro impegno nella protezione ambientale.

## Coste del Mar Ligure
Nel Mar Ligure le coste formano, tra il Nizzardo (in Francia) e Piombino, un ampio arco al centro del quale è situato il porto di Genova.
A occidente di Genova il litorale prende il nome di Riviera di Ponente; ad oriente, quello di Riviera di Levante.
Le Alpi Marittime, lungo la Riviera di Ponente, e l'Appennino Ligure, lungo la Riviera di Levante, spingono le loro propaggini fino a lambire le onde del mare. Le coste liguri sono perciò per lo più alte e rocciose, molto spesso frastagliate e soprattutto ricche di insenature con profondi fondali che consentono la creazione di ottimi porti.
Sporgenze notevoli sono quelle tondeggianti di Capo Noli e di Capo Mele sulla Riviera di Ponente; la punta quadrata di Portofino e quella di Portovenere sulla Riviera di Levante.
Il Mar Ligure interessa anche la costa della Toscana centro-settentrionale, prevalentemente bassa e sabbiosa, che comprende la costa apuana, la Versilia, il litorale pisano e la costa degli Etruschi fino al golfo di Baratti. Tra le isole, sono da segnalare l'Isola d'Elba, l'isola di Capraia e l'isola di Gorgona appartenenti all'Arcipelago Toscano, la Palmaria, il Tino e il Tinetto situate al largo della Riviera di Levante.
Oltre al porto di Genova, sono da ricordare il porto di Livorno (commerciale e industriale), il porto di Savona (commerciale) e il porto della Spezia (militare e commerciale) che sorge all'interno golfo omonimo.

## Coste tirreniche

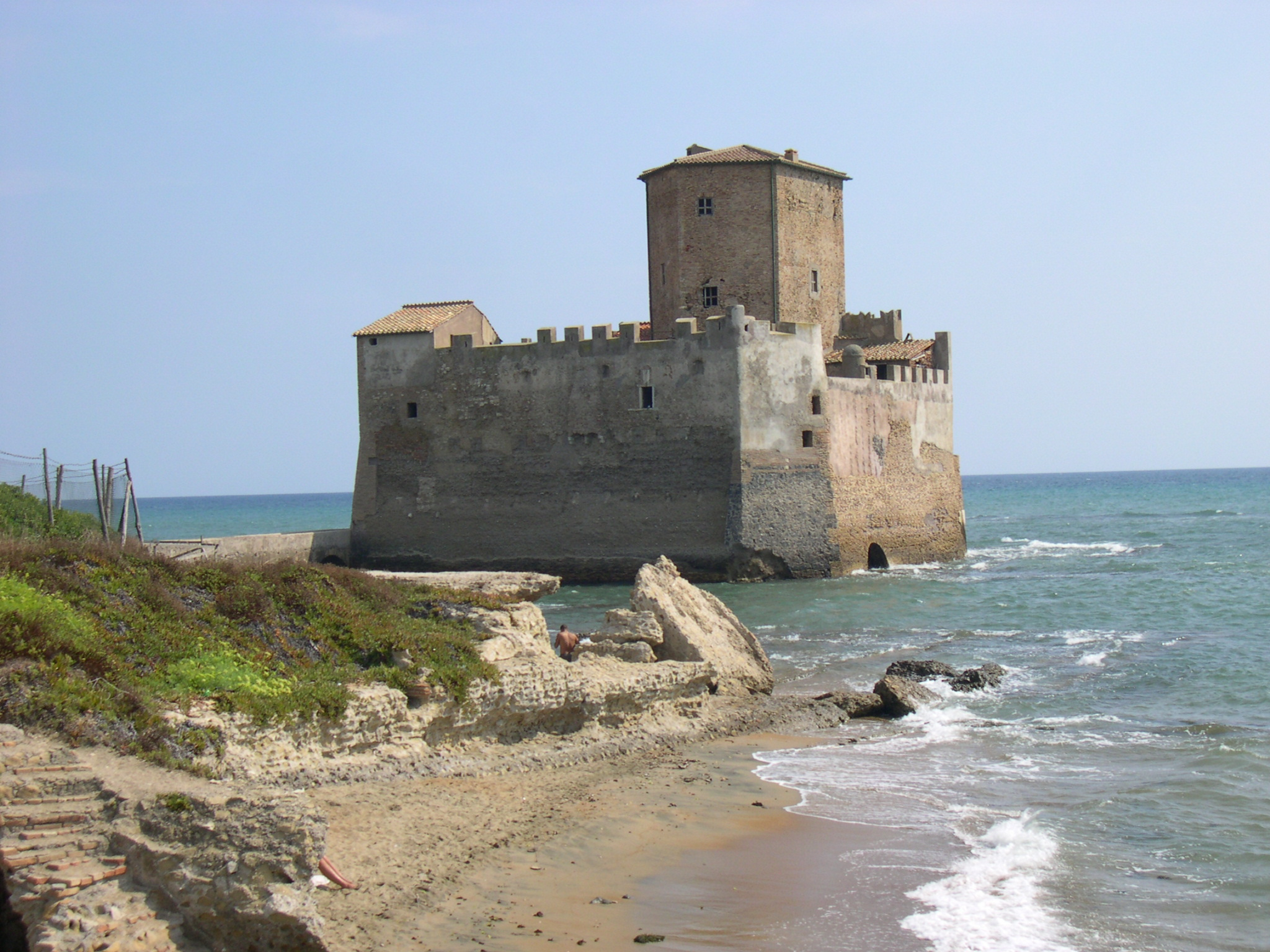
Torre Astura nel comune di Nettuno

Le coste tirreniche, che bagnano la penisola dal promontorio di Piombino al golfo di Gioia Tauro lungo il litorale della Maremma grossetana, del Lazio e della Campania fino alla foce del Calore, sono prevalentemente basse e sabbiose. Esse presentano una serie di archi molto aperti che, congiungendosi tra loro, formano penisole rocciose quali la penisola di Piombino (con il promontorio che fa da suddivisione con il mar Ligure), di fronte all'isola d'Elba, i monti dell'Uccellina a sud di Grosseto, il monte Argentario, di fronte all'isola del Giglio; il monte Circeo, quasi di fronte alle isole Ponziane.
L'arco costiero compreso tra il monte Circeo e la penisola Flegrea forma l'ampio golfo di Gaeta. Tra capo Miseno e punta Campanella si apre il Golfo di Napoli. Il golfo di Salerno, immediatamente contiguo, finisce dove sporge nel mare il tozzo promontorio del Cilento, per lo più costituito da costa alta e rocciosa.
A sud del Cilento, fino allo stretto di Messina, le coste calabre appaiono inizialmente frastagliate, per la maggior parte alte, rocciose e scoscese; dopo il golfo di Policastro sono invece quasi rettilinee fino al promontorio di monte Poro (capo Vaticano). In questo secondo tratto si trovano i golfi di Policastro, Sant'Eufemia e di Gioia Tauro.

## Coste ioniche
Da Punta Melito al Golfo di Squillace le coste calabre, bagnate dal Mar Ionio sono in tutto simili a quelle del tratto tirrenico: rettilinee, poco incise e ripide dove l'Appennino s'accosta di più al mare.
Le coste della Sila sono accidentate; quelle della Basilicata e della Puglia sono uniformi ed una volta sede di fiorenti colonie greche (Sibari, Metaponto, Gallipoli).
Le coste del Mar Ionio formano i seguenti golfi: di Locri, di Squillace, di Corigliano e quello più ampio, importante e storico di Taranto.
Il porto principale sullo Ionio è quello di Taranto.

## Coste adriatiche

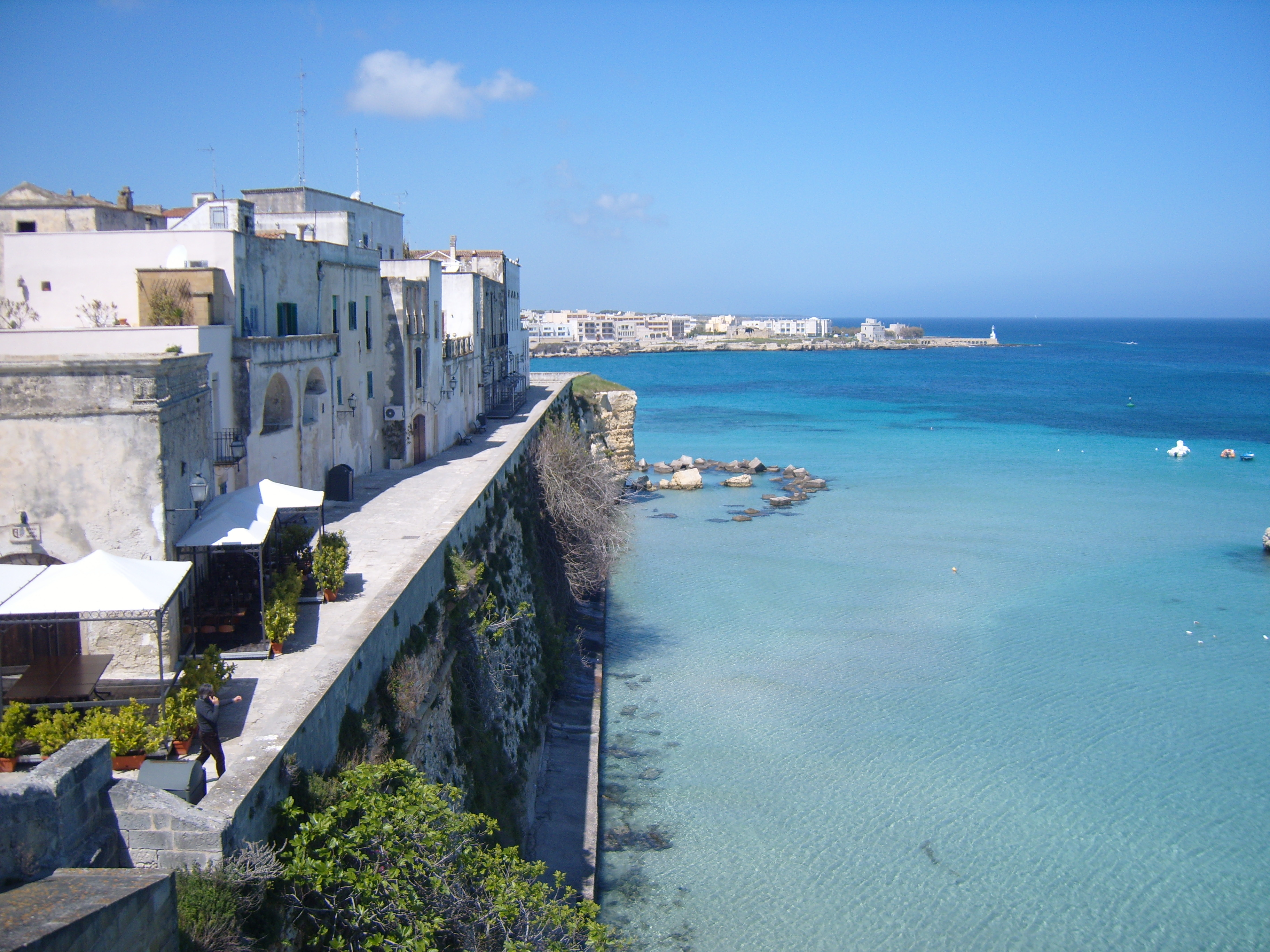
Panorama di Otranto dal bastione dei Pelasgi

Procedendo da sud verso nord, da Punta Palascia ad Otranto fino alla foce del Po, le coste adriatiche sono in buona parte uniformi, venendo interrotte in maniera netta solo dal pronunciato sperone del Monte Gargano e dal promontorio del Monte Conero, le cui pendici settentrionali proteggono il porto di Ancona.
Significative porzioni del restante litorale adriatico sono costituite da una larga fascia sabbiosa, inadatta per le installazioni portuali, ma che costituisce l'ambiente naturale per gli stabilimenti balneari.
In Abruzzo la principale fascia litoranea ancora vergine è la Costa dei Trabocchi, mentre strutture ricettive per il turismo balneare sono situate specialmente a Francavilla al Mare, Pescara e Roseto degli Abruzzi. Un'altra zona costiera molto frequentata, e sede di una riserva naturale, è Punta Aderci a Vasto.
A nord di Ravenna, dalle Valli di Comacchio fino al Golfo di Trieste, le coste sono nel primo tratto frastagliatissime, occupate in gran parte da valli e paludi (acque dolci) o lagune (acque salmastre). Continuano poi basse e fangose, nonché un po' più uniformi lungo tutta la Venezia Euganea, fino ai golfi di Grado e di Monfalcone. Sono invece di nuovo alte e molto frastagliate nella penisola istriana (divisa tra Italia, Slovenia e Croazia).

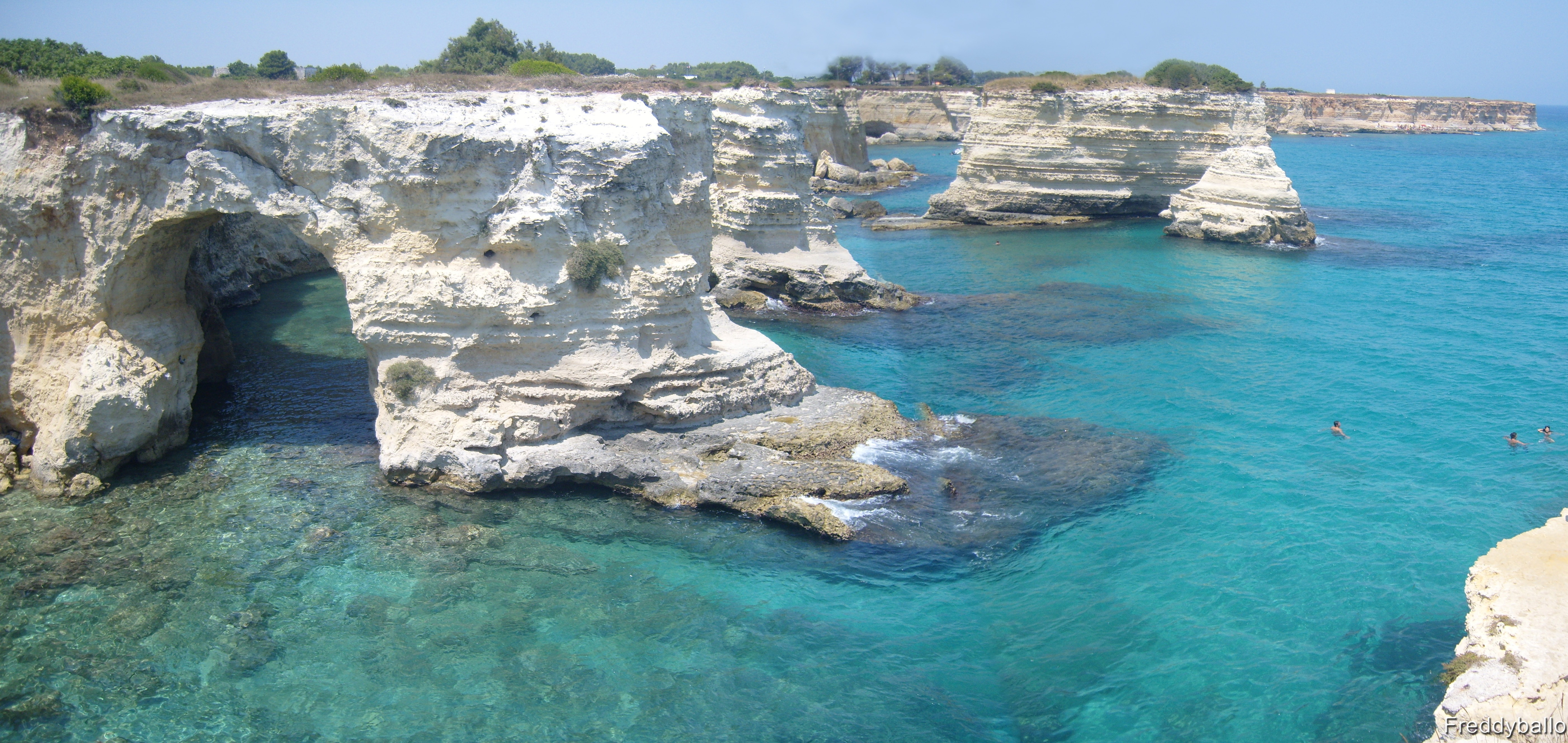
Panorama del Bastimento a Torre Sant'Andrea, nel Salento.

## Coste siciliane
La più grande isola italiana, la Sicilia, presenta coste per la maggior parte montuose e frastagliate nel tratto settentrionale ed orientale, basse in quello occidentale e meridionale.
Le principali insenature che si incontrano sul tratto Tirreno sono: 
- il Golfo di Patti, compreso fra la penisola di Milazzo e Capo Calavà
- il Golfo di Termini Imerese, tra la punta di Cefalù ed il Capo Zaffarano
- il Golfo di Palermo, della Conca d'Oro
- il Golfo di Castellammare, tra Punta Raisi e Capo San Vito.

Sulle coste siciliane bagnate dal mar Ionio sono da ricordare il Golfo di Catania, il Golfo di Noto il Golfo di Augusta oltre alla Penisola della Maddalena costituita da un esteso promontorio calcareo del Miocene e la Penisola Magnisi costituita da alte scogliere e da balze rocciose digradanti verso il mare. In quest'ultima penisola troviamo i resti dell'abitato di Thapsos.
Sulla costa sud orientale è presente il Golfo di Gela, compreso fra Licata e Punta Braccetto, è il più ampio dell'isola.

## Coste sarde

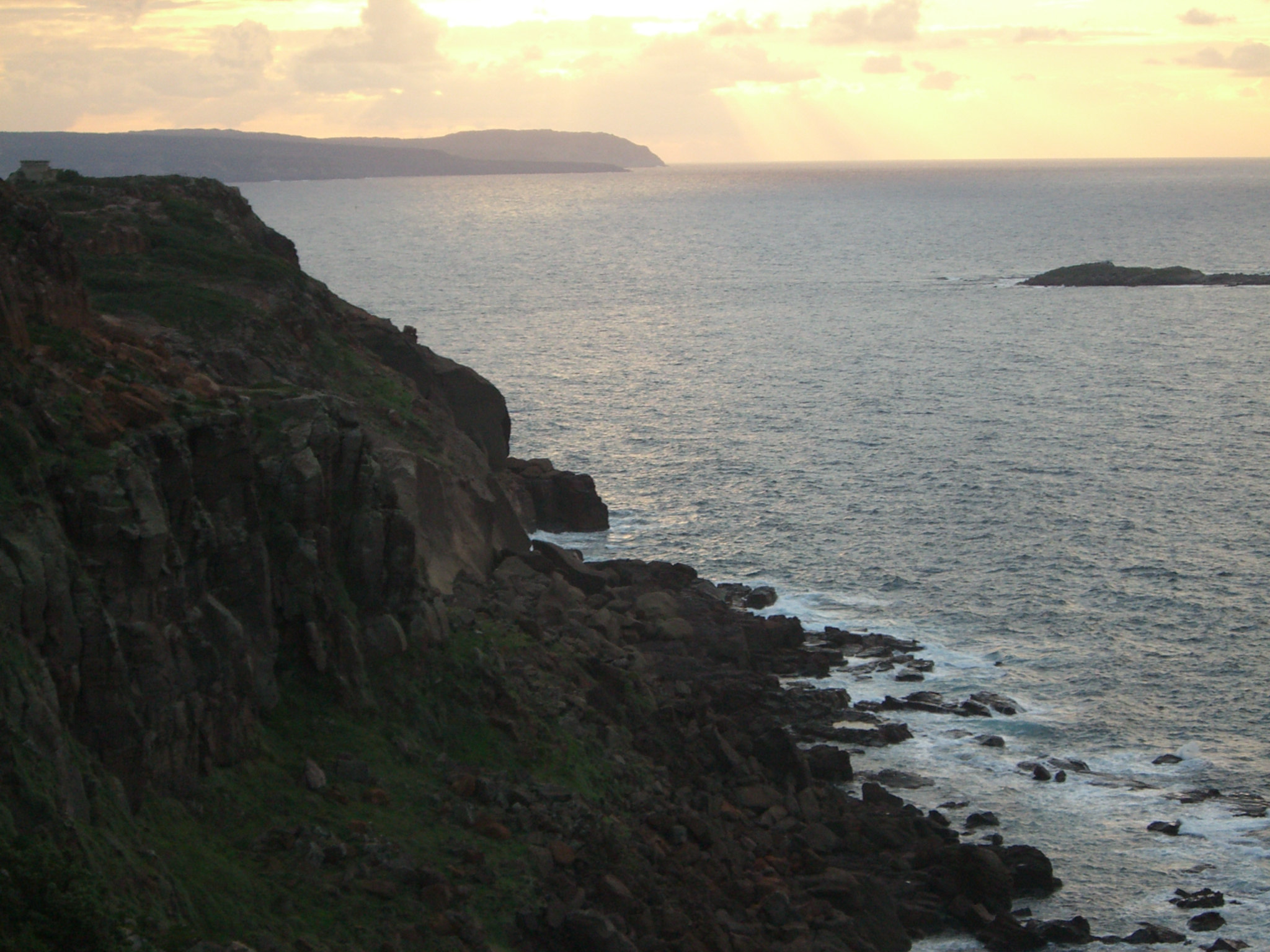
Versante sud-occidentale

Lungo il versante tirrenico, da Punta Falcone (nelle Bocche di Bonifacio) fino a Capo Carbonara le coste sarde sono alte e quasi rettilinee a parte il settore settentrionale, dove sono molto frastagliate.
Dalle Bocche di Bonifacio (che separano la Sardegna dalla Corsica) fino al Golfo di Terranova, lo sviluppo costiero è accompagnato da numerosi scogli, isolette ed isole. Le principali solo l'isola della Maddalena e di Caprera (quella scelta da Giuseppe Garibaldi come propria dimora).
I principali golfi sul versante tirrenico sono quelli di Olbia ed Orosei.
Sul versante meridionale, dove si apre il vasto Golfo di Cagliari, le coste sono pianeggianti.
Sul versante occidentale si alternano coste rocciose a coste basse ed acquitrinose, come quelle del Golfo di Palmas e del Golfo di Carloforte, limitato verso il mare aperto dall'isola di San Pietro.
Da Capo Caccia alla Punta Asinara la costa della Nurra è in gran parte montuosa.
Nel Golfo dell'Asinara, invece, la costa è pianeggiante e proprio qui sorge il porto di Porto Torres.
I principali golfi del versante occidentale sono quelli di Palmas, di Carloforte, di Oristano, di Alghero e dell'Asinara.

## Coste corse (Francia)
Sebbene appartenente alla Francia, la Corsica è parte della regione fisica italiana.
Mentre sul versante del Mar di Sardegna (o esperico) le coste corse sono frastagliatissime e molto incise, sul versante tirrenico si presentano più uniformi e, soprattutto nel tratto mediano, piane ed acquitrinose (pianure alluvionali formate dai fiumi Tavignano e Golo).
Le insenature più importanti sono i golfi di San Fiorenzo, di Porto, di Sagona, di Ajaccio e di Valinco, tutti sulle coste occidentali.